# Andrew Wilson (calciatore 1896)
Andrew Nesbit Wilson (Newmains, 14 febbraio 1896 – 15 ottobre 1973) è stato un calciatore e allenatore di calcio britannico, che ha giocato come attaccante.

## Carriera

### Giocatore
Wilson iniziò la sua prima esperienza di calciatore nel 1914, unendosi al Middlesbrough, ma a causa dello scoppio della prima guerra mondiale non riuscì a giocare molto. Per lui l'occasione della rivalsa giunse al termine del disastroso conflitto, quando venne tesserato dakla società scozzese del Dunfermline Athletic, per poi comunque tornare nel 1920 nel club che lo aveva lanciato.
Dal 1920 al 1923 Wilson giocò 12 partite per la nazionale scozzese, segnando un gol in ciascuna apparizione.
Dopo essere diventato il capocannoniere della stagione 1922-1923, nel novembre 1923 venne ceduto al Chelsea per 6.500£. In tutti gli anni con la maglia dei Blues fece 253 presenze e 52 gol, per poi unirsi ai concittadini del QPR, terminando infine la sua carriera coi francesi dello Sporting Club Nîmois.

### Allenatore
Wilson ebbe una breve esperienza di allenatore dal 1934 al 1937 per conto del Walsall, ma non riuscì ad ottenere brillanti risultati.